# NK Vransko
Nogometni klub Vransko, krajše NK Vransko je slovenski nogometni klub iz Vranskega. Ustanovljen je bil leta 1938, trenutna pa nastopa v 1. članski ligi Golgeter MNZ Celje.

## Zgodovina
Viri iz leta 1938 nam že navajajo prve vranske nogometaše, ki so nogomet spoznali med šolanjem ali pri vojakih. Leta 1948 so vranski nogometaši prvič dobili prave nogometne drese in čevlje. Celotno društvo je najprej vodil Vinko Praprotnik, nato Franc Golob in Maks soršak. Septembra leta 1960 so končno dočakali zelo zaželeni vstop v 2. ligo Nogometne podzveze Celje. To je bil v zgodovini vranskega nogometa prvi vstop v redno ligaško tekmovanje. V tekmovalnem letu 82/83 so vranski mladinci dosegli 3. mesto v dvanajstčlanski 2. slovenski ligi vzhod C z najmanjšim zaostankom za Ojstrico iz Dravograda in za Svobodo Iz Kisovca. Obstajala je celo možnost uvrstitve v 1. slovensko nladinsko ligo. V pokalnem tekmovanju MNZ Celje so nastopali kar v članski konkurenci in prišli presenetljivo do polfinala kjer so izgubili z 0:1 proti Garnizonom JLA iz Celja. Ta izredna, verjetno najboljša vranska nogometna generacija je bila: Maks Soršak ml., Vojko Vranič (vratarja), Sandi Rančigaj, Janez Pikl, Srečko Čulk, Tomi Druškovič, Miran in Adi Drolc, Peter Lapuh, Jernej Gregl, Jože Novak, Janko Natek, Branko Zajc, Beno Kolar, Anton Jošt, Iztok Dorič, Marko Lubec, Matjaž Verdev, Mirando Flere, Janko Rovšnik, Jani Peklar, Marjan Pečovnik, Jani Deželak, Živko Anzelc.

## Igralski kader
| Št. | Država    | Položaj | Igralec                 |
| --- | --------- | ------- | ----------------------- |
| 1   | Slovenija | GK      | Matevž Zupančič         |
| 12  | Slovenija | GK      | Tilen Prislan (Kapetan) |
|     | Slovenija | GK      | Nejc Janež              |
|     | Slovenija | GK      | Andrej Kreča            |
| 18  | Slovenija | DF      | Matic Brglez            |
| 13  | Slovenija | DF      | Davor Miljatović        |
| 11  | Slovenija | DF      | Aleksander Zagoričnik   |
| 14  | Slovenija | DF      | Klemen Mežnar           |
|     | Slovenija | DF      | Aljaž Brus              |
| 6   | Slovenija | DF      | Uroš Čvan               |
| 3   | Slovenija | DF      | Primož Vranič           |
|     | Slovenija | DF      | Gregor Farčnik          |
|     | Slovenija | DF      | Aljaž Brdnik            |
| 7   | Slovenija | DF      | Tomaž Privošnik         |
|     | Slovenija | MF      | Jaka Rehar              |

| Št. |           | Položaj | Igralec          |
| --- | --------- | ------- | ---------------- |
| 4   | Slovenija | MF      | Nejc Golavšek    |
| 8   | Slovenija | MF      | Nejc Perko       |
|     | Slovenija | MF      | Rok Godnik       |
|     | Slovenija | MF      | Gašper Florjanc  |
| 2   | Slovenija | MF      | Miha Florjanc    |
| 5   | Slovenija | MF      | Vid Govejšek     |
|     | Slovenija | MF      | Tilen Šmigoc     |
|     | Slovenija | MF      | Luc Zalokar      |
| 17  | Slovenija | MF      | Tadej Vidmar     |
| 11  | Slovenija | MF      | Aleš Lapuh       |
| 20  | Slovenija | FW      | Blaž Mihevc      |
| 10  | Slovenija | FW      | Mitja Ribič      |
| 22  | Slovenija | FW      | Armin Suljanović |
|     | Slovenija | FW      | Jaka Kozmelj     |
| 21  | Slovenija | FW      | Martin Kozmelj   |

## Podatki
Število članov : 150
Objekti : 
- - glavno nogometno igrišče - stadion Videm vel. 103,00 x 65,00 m
  - osvetljena vadbena površina - vel. 85x70
  - naravna tribuna kapacitete 100 sedežev
  - slačilnice 2 kom s klubskim prostorom